# Kiveton Park
Kiveton Park is een plaats in het bestuurlijke gebied Rotherham, in het Engelse graafschap South Yorkshire. De plaats telt  inwoners.